# Guillermo González Camarena
Guillermo González Camarena (Guadalajara, 1917. február 17. – Amozoc de Mota közelében, 1965. április 18.) mexikói kutató, villamosmérnök, a színes televíziózás egyik úttörője volt.

## Élete és munkássága
1917-ben született a mexikói Jalisco állam fővárosában, Guadalajarában Arturo González és Sara Camarena gyermekeként, majd a család két év múlva Mexikóvárosba költözött. Itt, a Juárez nevű városrészben töltötte életének nagy részét. Az elektromosság iránti érdeklődése igen fiatalon megmutatkozott: már hét éves korában különféle elektromos meghajtású játékokat készített, tizenkét évesen pedig megépítette első amatőr rádióadóját. 1930-ban beiratkozott a Nemzeti Politechnikai Intézet (IPN) villamos- és gépészmérnököket képző iskolájába, és dolgozni kezdett az oktatási minisztérium rádiójánál. 15 évesen, 1932-ben már a belügyminisztérium rádiójának működtetésére kapott engedélyt, ennek következtében pedig egy laboratóriumhoz is hozzáférhetett, ahol rádiózással kapcsolatos kutatásokat végzett, és elegendő pénzt keresett ahhoz is, hogy otthon is berendezhessen magának egyfajta laboratóriumot. Ugyanebben az évben, többek között szétszedett rádiók alkatrészeinek felhasználásával elkészítette első, fekete–fehér felvételek készítésére alkalmas televíziós kameráját is.
Ekkor kezdett el foglalkozni a színes televíziózás gondolatával. Bár a tervéhez szükséges alkatrészek beszerzése igen nehéz volt, és áruk is magas volt, de anyagi helyzetének javulásával utóbbi egyre kevesebb problémát jelentett számára. Ugyanebben az időszakban széleskörű ismertségre tett szert azzal is, hogy megírta a gyorsan népszerűvé vált Río Colorado című dalt. 1939-ben mutatta be saját otthonában első színes készülékét, majd 1940. augusztus 19-én Mexikóban és az Amerikai Egyesült Államokban megkapta a szabadalmat is találmányára, a vörös, kék és zöld színek segítségével színes képet előállító eljárásra. Bár a szabadalom védte a találmányt, mégis sokan megpróbálták ellopni az ötletét, így számos nehéz jogi harcot kellett megvívnia a következő években, az USA-ból pedig több, esetenként igen magas pénzösszegű ajánlat is érkezett hozzá annak érdekében, hogy megvásárolhassák a szabadalmat, de ő mindezeket visszautasította.
1940-ben a XEW rádióadónál kezdett dolgozni, a következő évben pedig a XEW és a XEQ adóknál nevezték ki a működtetők főnökévé. 1942-re tökéletesítette készülékét, és sikerült saját laboratóriumából XE1-GC kóddal (a GC a González Camarena név rövidítése), az 5-ös csatornán kísérleti jelleggel nagyobb távolságra jeleket közvetítetnie. 1945-ben a kommunikációs minisztériumtól kapott megbízást kutatásokra, a következő évben pedig engedélyt kapott, hogy a saját nevéről Gon-Cam-nak elnevezett laboratórium Mexikóvárosban meteorológiai ballonokat engedjen fel, hogy ezek segítségével tanulmányozza a televíziós jelek terjedését, terjesztését. 1946. szeptember 7-én hivatalosan is felavatta első kísérleti tévéadóját, a XEHGC 5-ös csatornát.
1947-ben Miguel Alemán Valdés köztársasági elnök kezdeményezésére utazásokat tett az USA-ban és Európában, ahol a világszerte születő televíziós rendszerek működését tanulmányozta, annak érdekében, hogy Mexikóban is ki tudják alakítani a kereskedelmi célú televíziózás szabályrendszerét. 1949-ben, a 9. sebészeti konferencián is bemutatta a színes televíziót, mint az orvosképzés egyik lehetséges fontos segédeszközét. 1950-ben a Columbia Egyetem bízta meg, hogy készítsen laboratóriumjaik számára színes televíziós eszközöket. Ez az egyetem még ebben az évben Honoris Causa címet adományozott neki, 1954-ben pedig a szintén egy, a Columbiához tartozó Los Angeles-i intézet tudományos doktori címet adományozott számára.
1952. május 10-én avatta fel az immár kísérleti státuszból kilépő XEGC 5-ös csatorna televíziót. 1957. március 30-án hazájában is díjazták: Jalisco államban megkapta a Mariano Bárcena díjat és az Hijo Predilecto de Jalisco (körülbelüli jelentése: „Jalisco kitüntetett fia”) címet.
1958-ban újabb szabadalmat nyújtott be készüléke tökéletesítésével kapcsolatban: az új találmány számottevően javította a képminőséget. 1960. március 27-én szabadalmaztatta a televíziózásban alkalmazható kaleidoszkópot is. 1961 áprilisában a National Advertasing Broadcasters 5. gyűlésén bemutatta fejlesztéseit: itt az év legkiemelkedőbb innovációjának választották az általa kifejlesztett rendszert. 1962. október 20-án újabb szabadalmat jelentett be: az ekkor kifejlesztett vívmányt még sok évtized múlva is világszerte elterjedten alkalmazták. Jelentőségét már a kortársak is felismerték, számos gratulációt kapott a világ minden tájáról, még magától Adolfo López Mateos elnöktől is.
1964 júniusában megvalósult egy régi vágya: Emilio Azcárraga Vidaurretának köszönhetően a Majestic nevű gyárban az ő vezetésével megindulhatott a színestelevízió-készülékek mexikói tömeggyártása. 1965. április 5-én a közoktatási minisztérium tanácsadóvá nevezte ki, így egy újabb álmát érhette el: hogy a tévét az oktatásban is hasznosíthassák.
1965. április 18-án, amikor a Veracruz államban található Cerro de las Lajas hegyen található adó ellenőrzéséről utazott vissza a fővárosba, Amozoc de Mota és Puebla között autóbalesetet szenvedett, és elhunyt.
Felesége María Antonieta Becerra Acosta volt, legalább két fiuk született, Guillermo és Arturo.

## Emlékezete
1970 óta minden év április 18-án, halálának évfordulóján megünneplik a televíziótechnikusok napját.

## Képek

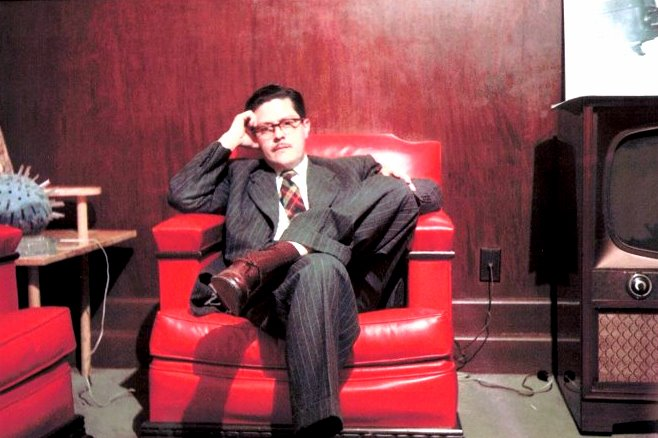
Guillermo González Camarena az irodájában
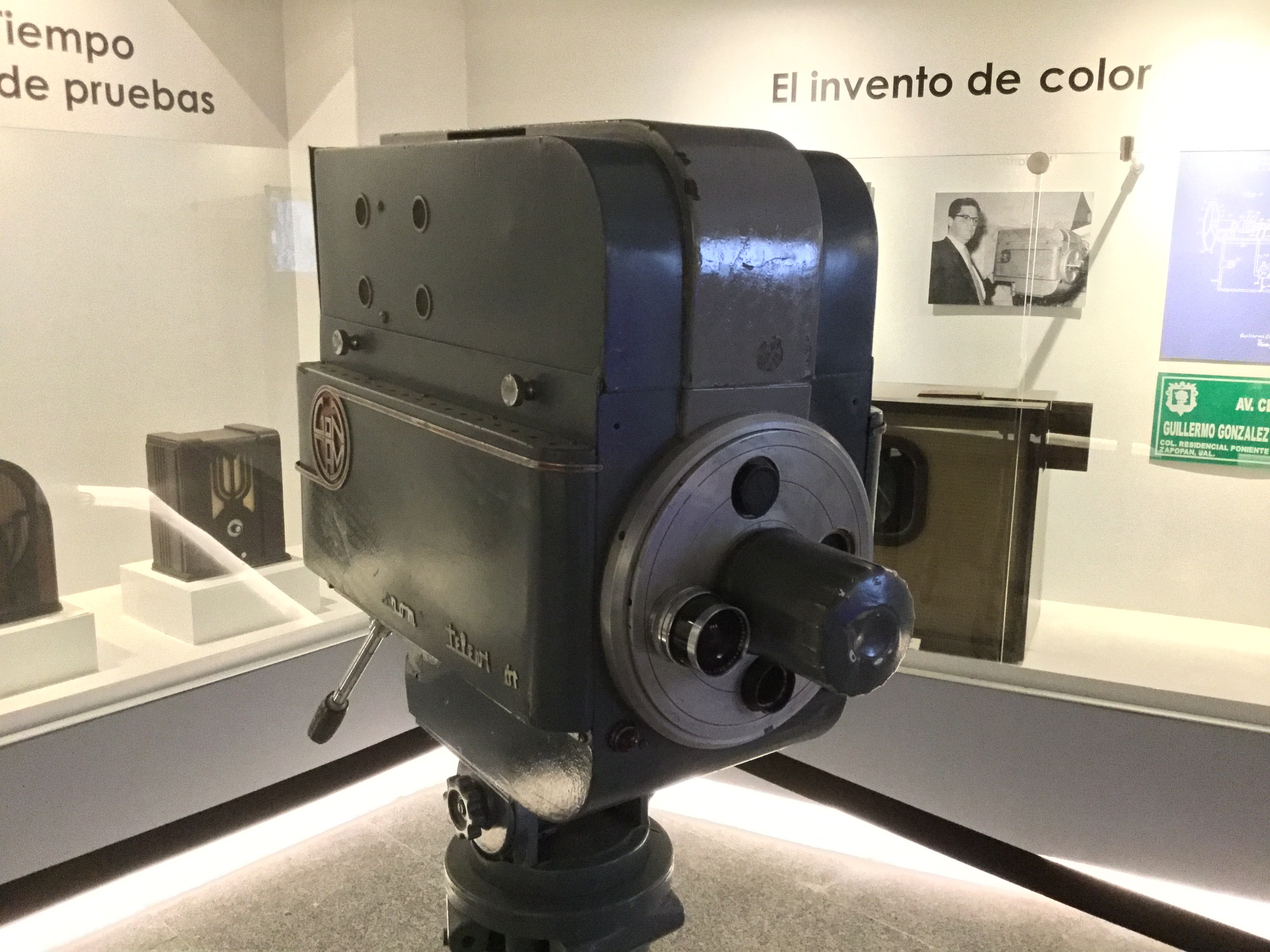
GonCam típusú kamera egy zapopani múzeumban
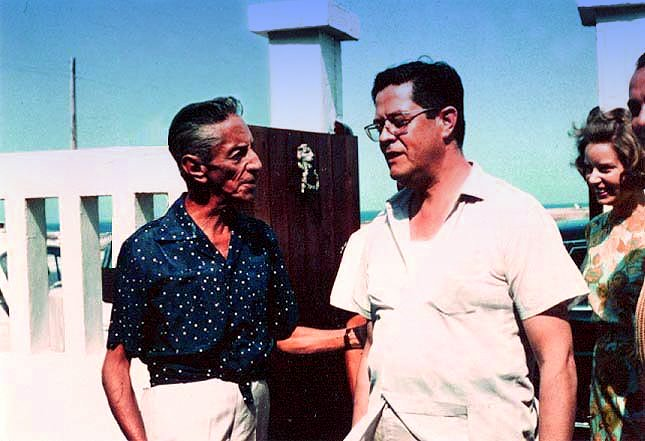
Agustín Lara és González Camarena (az utolsó fénykép róla)